# Devon Energy
Devon Energy Corporation — нефтегазовая компания США. Штаб-квартира компании находится в Оклахома-сити, штат Оклахома. В списке крупнейших компаний мира Forbes Global 2000 за 2022 год заняла 572-е место (910-е по размеру выручки, 416-е по чистой прибыли, 1479-е по активам и 441-е по рыночной капитализации).

## История
Devon Energy была основана в 1971 году отцом и сыном Джоном и Лари Николсами. В 1988 году компания становится публичной путём размещения акций на Американской Фондовой Бирже.
В 1992 году за 122 млн долларов была куплена компания Hondo Oil and Gas, за чем последовала серия новых приобретений: Alta Energy Corporation в 1994 году, Kerr-McGee в 1996 году за 250 млн долларов, Northstar Energy в 1998 году за 750 млн долларов.
В 1999 году Devon приобретает за 2,6 млрд долларов компанию PennzEnergy, занимающейся добычей углеводородов преимущественно на шельфе Мексиканского залива, а также 5-процентная доля в месторождении в Азербайджане.
В 2000 году состоялось слияние Devon Energy и Santa Fe Snyder, сумма сделки составила 3,5 млрд долларов; Santa Fe Snyder имела значительные активы в США, Южной Америке, Юго-Восточной Азии и на западе Африки. В такую же сумму оценивалось поглощение в 2001 году компании Mitchell Energy. Ещё более крупным приобретением 2001 года стала покупка за 4,6 млрд долларов Anderson Exploration, которая сделала Devon Energy третьим по величине производителем природного газа в Канаде. С выручкой за 2002 год в 4,3 млрд долларов Devon Energy вошла в число 50-ти крупнейших нефтегазовых компаний мира.
В 2003 году происходит слияние с Ocean Energy. Эта сделка оценивается уже в 5,3 млрд долларов.
С 2004 года листинг акций компании был переведён на Нью-йоркскую фондовую биржу.
В 2010 году британской BP за 7 млрд долларов были проданы активы в Бразилии, Азербайджане и Мексиканском заливе. В 2012 году компания завершила строительство новой штаб-квартиры в Оклахома-сити высотой 259 м, площадью 167 000 м² и стоимостью 750 млн долларов. В 2014 году Canadian Natural Resources были проданы канадские активы по добыче природного газа, а в 2019 году той же компании были проданы и остальные активы в Канаде.

## Деятельность
Доказанные запасы углеводородов на конец 2021 года составляли 1,625 млрд баррелей н. э., из них нефти — 709 млн баррелей, газового конденсата — 437 млн баррелей, природного газа — 45,9 млрд м³. Более половины запасов сосредоточено в Делавэрском бассейне (часть Пермского бассейна) на западе Техаса, также в Техасе находится месторождение Игн-Форд, другими крупными бассейнами, в которых работает компания, являются Анадарко (Оклахома), Паудер-Ривер и Уиллистон (Баккеновская формация).
Среднесуточный уровень добычи в 2021 году составлял 573 тыс. баррелей н. э., из них нефти — 290 тыс. баррелей, газового конденсата — 132 тыс. баррелей, природного газа — 25,2 млн м³.